# 宋前昭公
宋前昭公（？—前611年），為與相同諡號的宋昭公得有所區別，又作宋前昭公。子姓，名杵臼，宋成公之子。昭公七年，宋國大飢荒，庶弟公子鲍盡出其倉之粟以濟貧者，收取民心；後公子鲍聯合宋襄夫人殺杵臼於孟諸（今商丘市東北）打獵途中，自立，是為宋文公。